# Jüdischer Friedhof (Bleibuir)

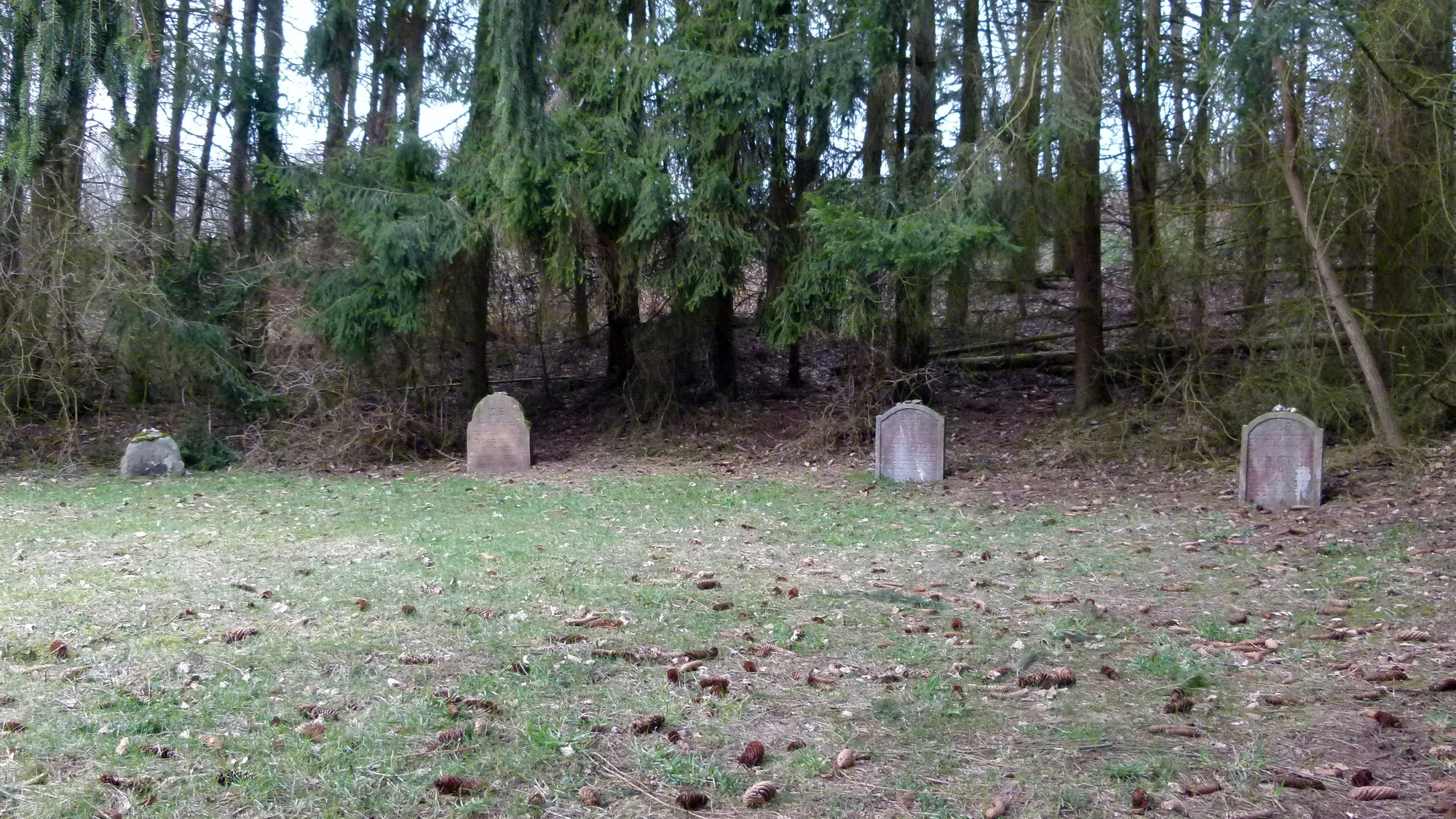
Jüdischer Friedhof in Bleibuir

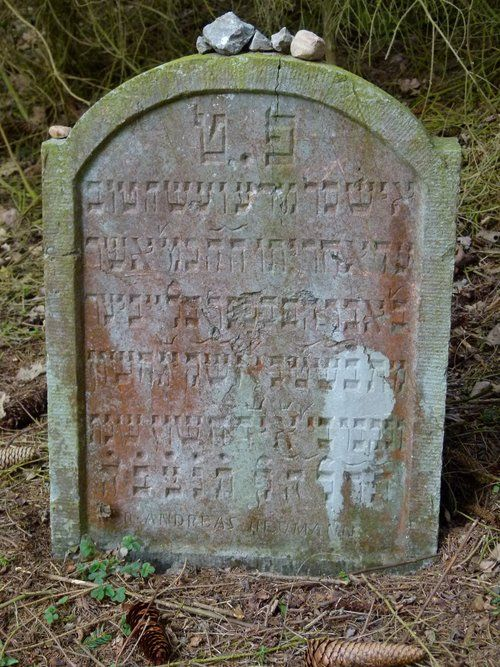
Hier ruht Andreas Heumann Ascher Sohn des Abraham aus Bleibuir gestorben 5635 (entspricht 1874)

Der Jüdische Friedhof Bleibuir liegt im Ortsteil Bleibuir der Stadt Mechernich im Kreis Euskirchen in Nordrhein-Westfalen.
Der jüdische Friedhof wurde vom Anfang des 19. Jahrhunderts bis 1892 belegt.
Heute sind noch vier Grabsteine (Mazewot) vorhanden.